# Edgaras Rūkštelė
Edgaras Rūkštelė (ur. 28 marca 1983) ∼ litewski piłkarz, grający w klubie REO Wilno. Występuje na pozycji pomocnika. W reprezentacji Litwy zadebiutował w 2002 roku. Do tej pory rozegrał w niej dwa mecze (stan na 27 kwietnia 2012).